# Carles Cavallé Pinós
Carles Cavallé Pinós (Barcelona, 1933) és un directiu del sector de l'ensenyament. Ha estat director general de l'IESE, de la qual fou un dels fundadors el 1958 amb Rafael Termes i Carreró, Fernando Pereira, Josep Faus i Antonio Valero Vicente. Des del seu càrrec ha potenciat iniciatives com la China-Europe International Business School, ha creat escoles de direcció a Nigèria i Amèrica del Sud, ha organitzat programes de formació de directius d'empreses multinacionals a Barcelona i ha desenvolupat programes eductius amb universitats d'alt nivell. També forma part de la junta directiva del Círculo Ecuestre, del Reial Club de Tennis Barcelona, de l'Agrupación Española de Fomento Europeo i de Faes-Institut Catalunya Futur. El 2001 va rebre la Creu de Sant Jordi.